# Salsola microtricha
Salsola microtricha är en amarantväxtart som beskrevs av Viktor Petrovitj Botjantsev. Salsola microtricha ingår i släktet sodaörter, och familjen amarantväxter. Inga underarter finns listade i Catalogue of Life.